# Plac Żelaznej Bramy

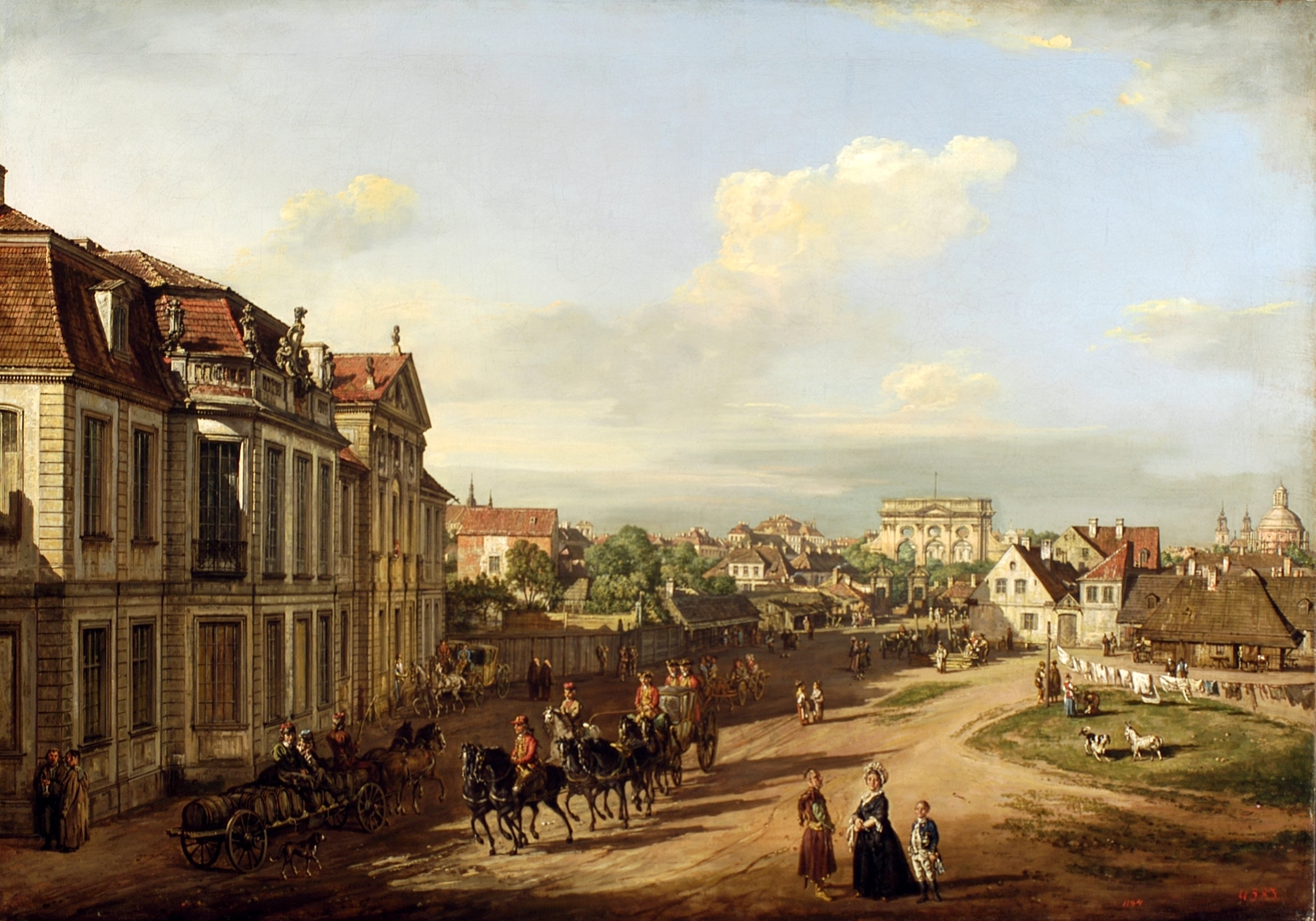
Bernardo Bellotto, Plac Żelaznej Bramy

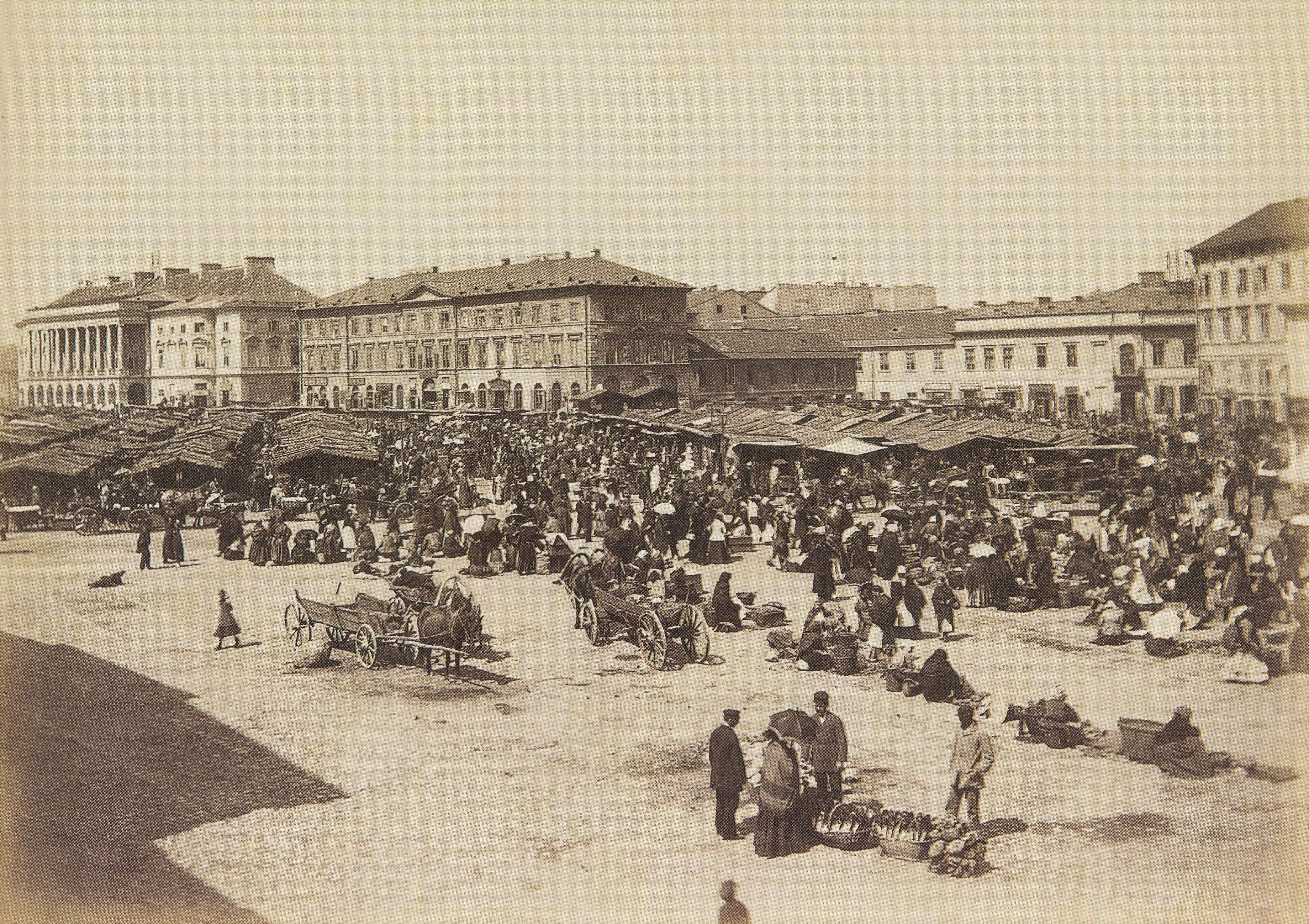
Targ na placu w 1894, pierwszy z lewej pałac Lubomirskich

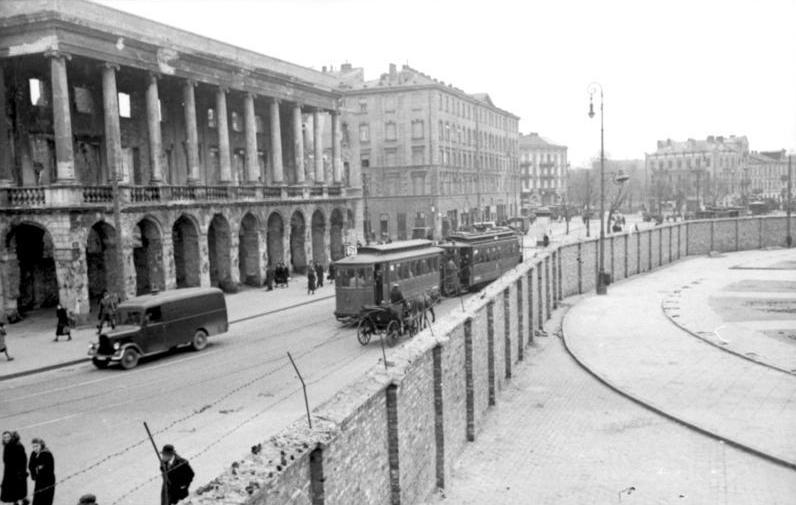
Mur getta przecinający plac w 1941

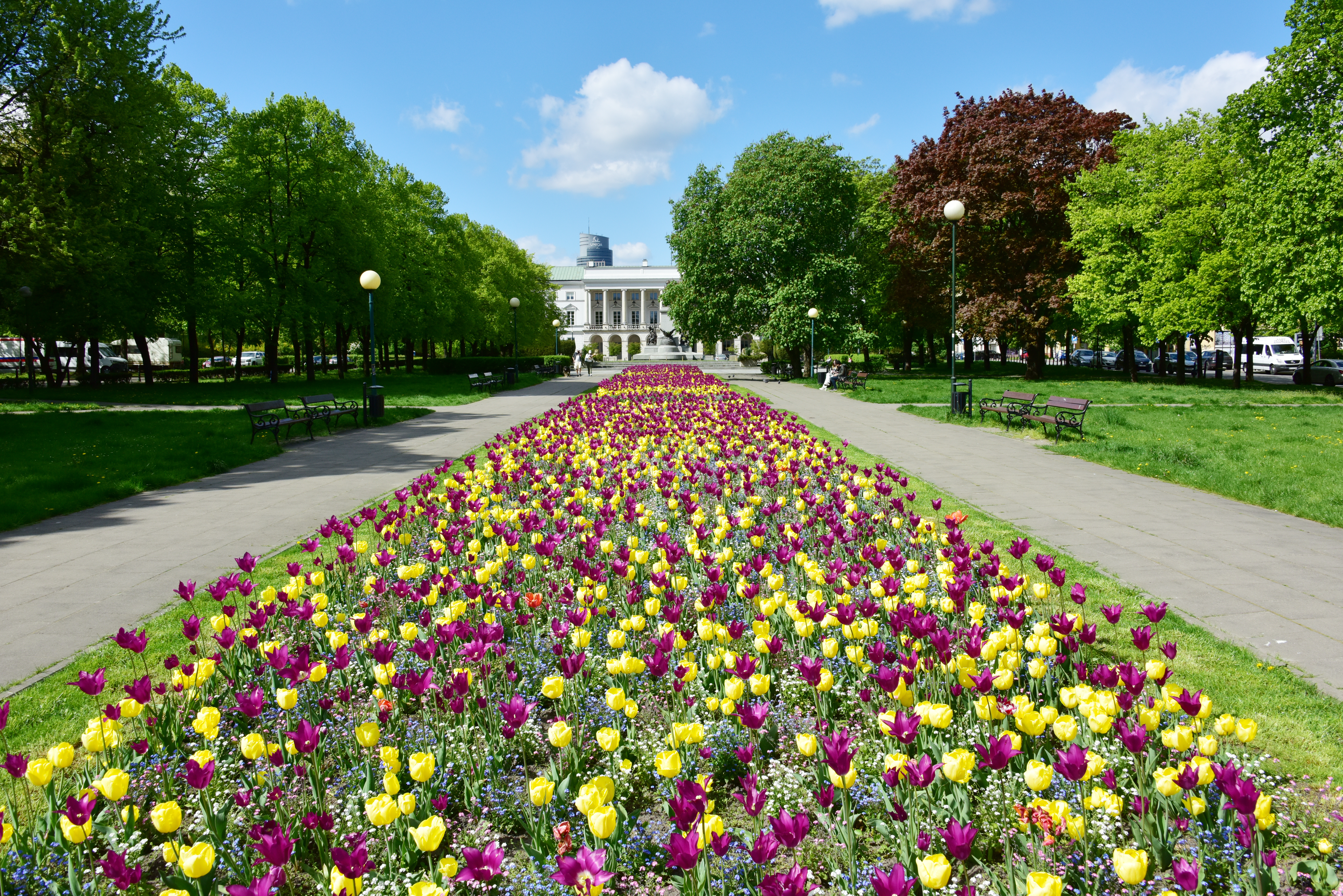
Plac od strony ulicy Marszałkowskiej

Plac Żelaznej Bramy – plac w dzielnicy Śródmieście w Warszawie, położony między ulicami: Marszałkowską, Graniczną, Ptasią i Przechodnią.

## Nazwa
Nazwa placu pochodzi od Żelaznej Bramy, która stanowiła zachodnie wejście do Ogrodu Saskiego.

## Historia
W XVII w. król Jan Kazimierz nadał nieruchomość, na której znajduje się plac, staroście warszawskiemu Janowi Wielopolskiemu. W 1693 na tym terenie utworzono jurydykę – prywatne miasteczko, nazwane Wielopolem. Cała miejscowość składała się tylko z czterech ulic, które od 1771 nosiły nazwy: Elektoralna, Ptasia, Żabia i Przechodnia. Plac, wytyczony w pobliżu drogi biegnącej ze Starej Warszawy do Grzybowa, był rynkiem targowym Wielopola. Pierwotnie to miejsce było nazywane placem Targowicy Wielopolskiej.
Około 1710 roku północną część jurydyki kupiła rodzina Radziwiłłów i wybudowała tam pałac (obecny pałac Lubomirskich). W 1730 roku zachodnią część Wielopola kupił August II w związku z budową Osi Saskiej. Po stworzeniu Ogrodu Saskiego, oddzielono go murem od Wielopola, a przejściem pomiędzy tymi terenami była wspomniana żelazna brama.
W XVIII wieku przy rynku zamieszkała duża grupa ludności żydowskiej.
Do Wielopola nadal należał duży plac targowy (obecnie skrzyżowanie ul. Elektoralnej i al. Jana Pawła II), gdzie towary można było kupić znacznie taniej niż w Warszawie, więc zawsze panował tu spory ruch. Plac się nie zmieniał do XIX w., kiedy to od strony Ogrodu Saskiego wybudowano nowe, metalowe ogrodzenie z nową bramą (poprzednia została rozebrana w 1818). W 1841 wybudowano halę targową Gościnny Dwór zaprojektowaną przez Jakuba Gaya.
Od drugiej połowy XIX wieku plac był największym targowiskiem Warszawy. Oprócz dwóch hal targowych (Gościnnego Dworu i Wielopola) większość placu wypełniały stragany, a w parterach otaczających go domów funkcjonowały liczne sklepy, pracownie i warsztaty.  Jak wspominał Benedykt Hertz, największy targ odbywał się w piątki (najprawdopodobniej dlatego, że znaczna część straganów należała do Żydów, którzy nie pracowali w soboty ze względu na szabat).
Około 1881 przez plac poprowadzono tory tramwaju konnego, który w 1908 zastąpiono tramwajem elektrycznym. W latach 1899–1902 po zachodniej stronie placu wybudowano Hale Mirowskie. W 1935 do placu przebito ulicę Marszałkowską. Przed 1939 roku plac był jednym z najruchliwszych i najważniejszych w mieście wielokierunkowych węzłów komunikacyjnych, gdzie zbiegało się kilka wąskich ulic łączących Wolę, Muranów, Śródmieście i Stare Miasto.
Podczas obrony miasta we wrześniu 1939 spłonął Gościnny Dwór.
Od listopada 1940 do listopada 1941 południowo-zachodnim skrajem placu biegła granica warszawskiego getta. Miejsce w dalszym ciągu pełniło funkcje targowiska, jednak w mniejszej skali z uwagi na zamknięcie w getcie ludności żydowskiej.
W czasie powstania warszawskiego, 6 sierpnia 1944 oddziały niemieckie dowodzone przez Oskara Dirlewangera po ciężkich walkach przebiły się ulicami Chłodną i Elektoralną do placu Żelaznej Bramy, a następnie przez Ogród Saski do pałacu Brühla – otoczonej przez powstańców siedziby gubernatora dystryktu warszawskiego Ludwiga Fischera. Podczas ewakuacji niemieckiej administracji 9 sierpnia na placu Żelaznej Bramy zastrzelono zastępcę gubernatora Herberta Hummela.
W 1944 zburzono lub spalono wszystkie budynki znajdujące się na placu.
Po 1945 zlikwidowano biegnącą przez plac Żelaznej Bramy linię tramwajową. W 1965 wokół placu rozpoczęto budowę 16-kondygnacyjnych bloków osiedla Za Żelazną Bramą. W sąsiedztwie placu powstały trzy bloki, a między nimi wielki plac  parkingowy. Równolegle do Osi Saskiej i Hal Mirowskich wytyczono w kierunku ul. Marchlewskiego (obecnej al. Jana Pawła II) pas parkowy z bulwarem. Zmianie uległa siatka ulic. Plac stał się pustą przestrzenią otoczoną trawnikami i parkingami, bez zabudowy tworzącej pierzeje. Zmienił również swój kształt po obróceniu w 1970 pałacu Lubomirskich w celu zamknięcia perspektywy głównej alei Ogrodu Saskiego i zasłonięcia elewacji hali Gwardii. Obrócony pałac zajął zachodnią część dawnej przestrzeni placu.
W lipcu 1985 przed pałacem Lubomirskich na osi Ogrodu Saskiego odsłonięto monumentalny pomnik Poległym w Służbie i Obronie Polski Ludowej, nazywany potocznie „pomnikiem utrwalaczy” lub „ubeliskiem”. Pomnik został zdemontowany w 1991. W 2010 w jego miejscu został ustawiony pomnik Tadeusza Kościuszki, będący kopią monumentu w Waszyngtonie. W 2008 w południowej części placu, w pobliżu al. Piotra Drzewieckiego, odsłonięto jeden z pomników granic getta.